# Sunray Cave JC Sun Hei
Sunray Cave JC Sun Hei (chinesisch 日之泉JC晨曦), heute Sun Hei Sports Club oder Sun Hei SC (晨曦體育會) ist ein Fußballverein aus Hongkong. Er spielt aktuell in der höchsten Liga des Landes der Hong Kong First Division League. Gegründet 1986, änderte der Verein erstmals seinen Namen 1994, als man der 1. Liga beitrat. Als Golden spielte man bis 1999, ehe man den Namen in Sun Hei änderte. Von 2007 bis 2009 nannte sich der Club, auch aufgrund seines Sponsors, Convoy Sun Hei SC. Ab 2009 hieß der Klub wieder nur Sun Hei SC. Im Jahr 2011 änderte der Klub seinen Namen in Sunray Cave JC Sun Hei, nachdem wieder zwei Unternehmen den Klub als Sponsoren unterstützen. Den größten Erfolg in der Vereinsgeschichte erzielte man 2004/05. Der Verein gewann alle vier wichtigen Wettbewerbe Hongkongs. Dazu zählen die Meisterschaft, der Verbandspokal, der Senior Shield und der Ligapokal. 2005 erreichte man das Halbfinale des AFC Cups, was gleichzeitig der größte Erfolg auf kontinentaler Ebene war.

## Namensänderungen
- 1994–1999: Golden (好易通)
- 1999–2005: Sun Hei (晨曦)
- 2005–2007: Xiangxue Sun Hei (香雪晨曦)
- 2007–2009: Convoy Sun Hei SC (康宏晨曦)
- 2009–2011: Sun Hei SC (晨曦體育會)
- 2011–2014: Sunray Cave JC Sun Hei (日之泉JC晨曦)
- 2014–2017: Sun Hei (晨曦)
- 2017–2018: Glorysky Sun Hei (灝天晨曦)
- 2018–0000: Sun Hei (晨曦)

## Vereinserfolge

### National
- Hong Kong First Division League

Meister: 2001/02, 2003/04, 2004/05
Vizemeister: 2003/04, 2005/06
- Hong Kong Senior Challenge Shield

Sieger: 2004/05, 2011/12
Finalist: 1995/96, 2001/02. 2003/04, 2006/07, 2008/09
- Hong Kong FA Cup

Sieger: 2002/03, 2004/05, 2005/06
Finalist: 1995/96, 2001/02